# Burmattus pachytibialis
Espèce
Burmattus pachytibialis est une espèce d'araignées aranéomorphes de la famille des Salticidae.

## Distribution
Cette espèce est endémique de Sumbawa dans les Petites îles de la Sonde en Indonésie.

## Description
La carapace de la femelle holotype mesure 2,70 mm et celle du mâle paratype 2,30 mm.

## Publication originale
- Prószyński & Deeleman-Reinhold, 2010 : Description of some Salticidae (Araneae) from the Malay Archipelago. I. Salticidae of the Lesser Sunda Islands, with comments on related species. Arthropoda Selecta, vol. 19, no 3, p. 153-188 (texte intégral).